# Ageratinastrum
Ageratinastrum é um género botânico pertencente à família Asteraceae.